# CSA
CSA (англ. Community Supported Agriculture) — Солідарне землеробство — соціально-економічна модель сільського господарства та постачання продуктів харчування.
CSA формується споживачами та фермерами, які зобов'язались спільно підтримувати повний цикл вирощування продуктів харчування та поділяти всі переваги і ризики вирощування продукції. CSA зазвичай є системою щотижневого постачання "харчового кошика" (кількості рослинних харчових продуктів необхідних на тиждень для сім'ї або певної кількості людей), до складу якого іноді додають молочні продукти, яйця, м'ясо, курятину, хлібні вироби, воду, квіти тощо.

## Історія
CSA виник на початку 60-х в Німеччині, Швейцарії та Японії, як відповідь на стурбованість якістю продуктів харчування та забудови сільськогосподарських земель. В 60-і роки в Європі групи споживачів і фермерів утворили кооперативи з фінансування фермерства та повної попередньої передплати за вирощування екологічних продуктів харчування. В Європі багато фермерів поділяли ідеї Рудольфа Штайнера та принципи біодинамічного землеробства. В 1965 році декілька матерів з Японії, які поділяли стурбованість кількістю імпортованих продуктів та їхньою якістю, розпочали перший CSA-проєкт, який був названий "Тейкеї" (提携) — найімовірніше це відбувалось окремо від аналогічних процесів у Європі.

## Принципи CSA
CSA має за мету вирощування якісних продуктів харчування для місцевої громади, часто органічними чи біодинамічними методами землеробства. Складовою частиною CSA також є розподілена спільна відповідальність споживачів та фермерів у вирощуванні, збиранні, транспортуванні, розподіленні та споживанні сільськогосподарської продукції. Таке фермерське господарювання діє на значно глибшому рівні інтеграції фермера та споживача, ніж зазвичай і призводить до стійких, сталих відносин виробника і покупця. Основою CSA є згуртована група споживачів, що має бажання забезпечити фермеру авансове фінансування майбутнього сезону для отримання якісних продуктів. Для споживачів існує багато варіантів фінансування фермера, іншої допомоги, а також постачання продукції. Теорія CSA стверджує, що чим краще фермер забезпечений повноцінним авансовим фінансуванням, тим краще він зосереджується на якості продукції та зменшенні ризиків втрати врожаю чи фінансових негараздів. 